# ヴィスワ川

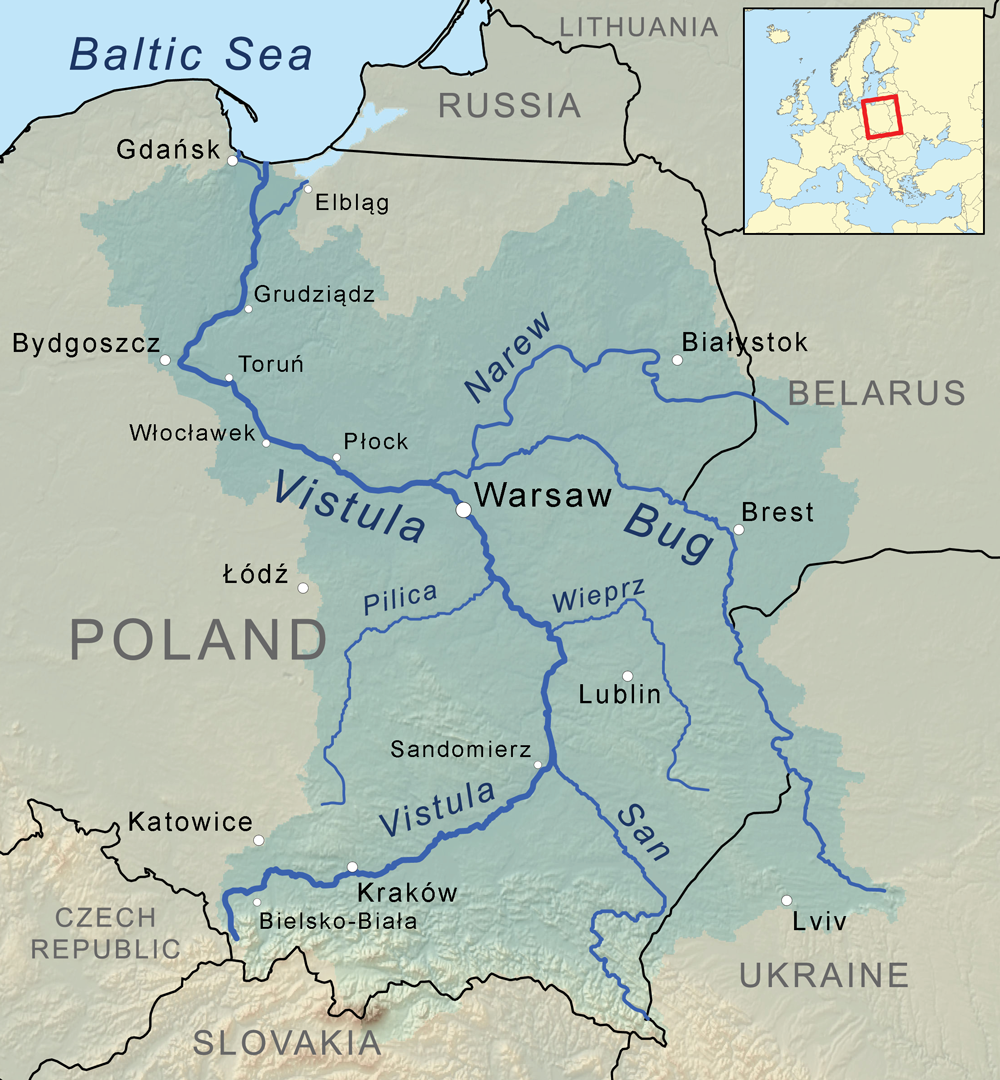
流路

ヴィスワ川（ポーランド語: Wisła [ˈvʲiswa] ( 音声ファイル)、英語: Vistula）は、ポーランドで最長の川である。全長は1,047km、流域面積はポーランド国土の60%以上におよぶ。ポーランド南部のベスキディ山脈（ベスキト・シロンスク山脈のバラニャ山）の標高1,106m地点に源を発し、ポーランド国内を大きく蛇行しながら北へ流れ、バルト海のグダニスク湾へと注ぐ。
ヴィスワの名前は、紀元前77年に記された大プリニウスの「博物誌」にも登場する。古くはラテン語で「ウィストゥラ川 」など、ポーランド語で「ヴァンダルス川」などと呼ばれていた。これらの語は非常に古いもので、スラヴ語やゲルマン語などが成立する前にそれらのヨーロッパ言語の共通祖語として存在した後期インド・ヨーロッパ祖語（球状アンフォラ文化の時代）を起源とし、語幹は「水」を意味する（例：スラヴ語派のポーランド語でヴォダ、バルト語派のリトアニア語でヴォダ）。ローマ時代に一大勢力としてこの一帯に住んでいた古代部族「ヴァンダル族」（別名「ルーク族」）の名称はここから来たと推測される。おそらく「ヴァンダル」はラテン語での他称で、「ルーク」が現地語での自称に由来していたと思われる。ポーランドでは15世紀ごろまで「Alba aqua」という、ラテン語での別称ないし愛称も定着していた。ドイツ語ではヴァイクセル川（Weichsel [ˈva͜iksl̩]）、英語ではヴィスチュラ川（Vistula [ˈvɪstjʊlə]）と呼ぶ。
ヴィスワ川は、大きく3つの区間に分けることができる。
- 下流：バルト海 ～ ナレフ川とブク川の合流地点
- 中流：ナレフ川とブク川との合流地点（ワルシャワの北）～ サンドミェシュ（サン川との合流地点）
- 上流：サンドミェシュ ～ 源泉

河口にはソビエシェフスカ島（ソビエシェヴォ島）があり、一帯はポーランドでサンドイッチアジサシとゼニガタアザラシの唯一の繁殖地で、コアジサシ、アジサシ、ハイイロアザラシの繁殖地でもある。本流のプシェコプ・ヴィスウィ（運河）の河口のメヴィア・ワハ自然保護区および分流のヴィスワ・シミャワ川の河口のプタシ・ライ自然保護区は2015年にラムサール条約登録地となった。

## 支流
下流より記載
左岸
- ヴダ川（英語版）（Wda）
- ブルダ川（英語版）（Brda）
- ブズラ川（英語版）（Bzura）
- ピリッツァ川（英語版）（Pilica）
- ニダ川（英語版）（Nida）

右岸
- ドルヴェンツァ川（英語版）（Drwęca）
- ナレフ川（Narew）
  - ブク川（Bug）
- ヴェプシュ川（英語版）（Wieprz）
- サン川（San）
- ヴィスウォカ川（英語版）（Wisłoka）
  - ロパ川（英語版）（Ropa）
- ドゥナイェツ川（英語版）（Dunajec）

## 流域の都市
- グダニスク（河口）
- マルボルク
- ブィドゴシュチュ
- トルン
- ワルシャワ
- サンドミェシュ
- タルノブジェク
- クラクフ
- ヴィスワ（源流）
- ボホトニツァ（流域にある村）